# George Alencherry
George Alencherry ou Mar Giwargis Alencherry (em malaiala,  മാര്‍ ഗീവര്‍ഗിസ് ആലഞ്ചേരി, 19 de abril de 1945) é um cardeal indiano, que foi arcebispo maior de Ernakulam-Angamaly e líder da Igreja Católica Siro-Malabar.

## Biografia
Estudou na Universidade de Kerala, onde em 1965 obteve um bacharelado em economia. Em seguida, ele entrou no Seminário Pontifício de São José, em Alwaye, onde estudou filosofia e teologia, mais tarde, depois de sua ordenação sacerdotal, ele obteve um mestrado em Teologia no Pontifício Instituto Teológico, Alwaye. Ele também ganhou um Diploma em Estudos Bíblicos (DSEB) e doutorado em teologia conjuntamente na Sorbonne do Instituto Católico de Paris, França, em 1986.

## Vida religiosa
Foi ordenado padre em 19 de novembro de 1972 na Igreja de Santa Maria de Thuruthy, por Antony Padiyara, arcebispo de Chanagancherry. Durante seu ministério sacerdotal, ocupou vários cargos na Arquidiocese de Changanacherry e em outros lugares. De 1976 a 1978, ele foi o diretor da Catequese, entre 1978 e 1986, ele percebeu mais estudos, a partir de 1986 até 1993 foi secretário-adjunto da Conferência dos Bispos Católicos de Kerala.
Eleito Eparca de Thuckalay dos Siro-Malabares em 11 de novembro de 1996, foi consagrado em 2 de fevereiro de 1997, em Padanthalummoodu, na Índia, por Joseph Powathil, arcebispo de Changanacherry, assistido por Lawrence Ephraem Thottam, bispo de Marthandom, e por Mathew Vattackuzhy, bispo de Kanjirapally. Ele foi instalado no mesmo dia. Foi eleito Arcebispo Maior de Ernakulam-Angamaly pelo Sínodo Sírio-Malabar realizada no Mount St. Thomas, em Cochim, em 24 de maio de 2011; o Papa Bento XVI confirmou a sua eleição em 25 de maio. Ele foi instalado no domingo 27 de maio, à tarde, em uma missa solene na catedral-basílica de Santa Maria, na presença de Salvatore Pennacchio, arcebispo-titular de Montemarana, o núncio apostólico na Índia. Ele vê sua Igreja, enraizada na pregação de São Tomé, empenhada na linha de frente na busca de uma maior cooperação ecumênica e também com outras religiões, para dar uma contribuição ao desenvolvimento da Índia, especialmente nos campos da educação e da assistência social. Não esconde o problema do estatuto de minoria e do confronto com os indianos que fomentam o fundamentalismo, ainda que em Kerala a situação seja mais tranquila do que noutras partes do país, como Orissa.
Em 6 de janeiro de 2012, o Papa Bento XVI anunciou no Angelus que o criaria cardeal no Primeiro Consistório Ordinário Público de 2012, realizado em 18 de fevereiro, onde recebeu o anel cardinalício, o barrete cardinalício e o título de cardeal-presbítero de São Bernardo nas Termas.
Nomeado membro das Congregações para a Doutrina da Fé e para as Igrejas Orientais em 21 de abril de 2012 e em 15 de abril de 2016, foi nomeado membro do Pontifício Conselho para a Promoção da Unidade dos Cristãos.
Em 22 de junho de 2018, o Papa Francisco nomeou Jacob Manathodath, bispo de Palghat dos Siro-Malabares, administrador apostólico sede plena de Ernakulam-Angamaly pois o cardeal Alencherry havia sido citado pelo Tribunal Superior de Kerala por sua suposta perda de 13 milhões de dólares em transações suspeitas de compra de terras. Em 30 de abril de 2019, após meses de investigação, a polícia de Kerala apurou que os documentos contra o cardeal foram falsificados. Assim, em 27 de junho de 2019, o Papa encerrou a administração apostólica e Mar Alencherry pode voltar ao serviço arquiepiscopal.
Em 30 de julho de 2022, mais uma vez o Papa Francisco nomeia um administrador apostólico sede plena, desta vez o arcebispo de Thrissur, Mar Andrews Thazhath. Foi nomeado pois Mar Antony Kariyil, vigário-geral da Arquieparquia Maior, foi expulso por levantar uma rebelião contra o cardeal Alencherry, por conta do método uniformizado de missa, que foi introduzido na Igreja Católica Siro-Malabar em dezembro de 2021, e desafiou a sua diretiva. Kariyil apoiou os sentimentos de uma grande parte dos padres e de uma seção de leigos na arquidiocese, onde o cardeal é considerado como uma persona non grata.
Em 7 de dezembro de 2023, teve sua renúncia aceita pelo Papa Francisco.

## Conclaves
- Conclave de 2013 - participou da eleição de Jorge Mario Bergoglio como Papa Francisco.

## Galeria fotográfica

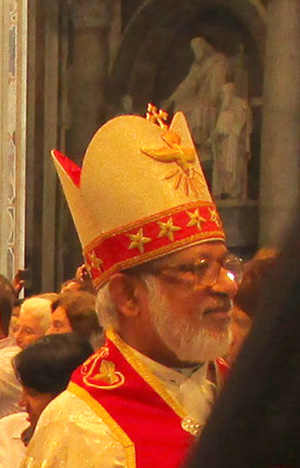
O cardeal Alencherry, na Cátedra de São Pedro, em 11 de outubro de 2014
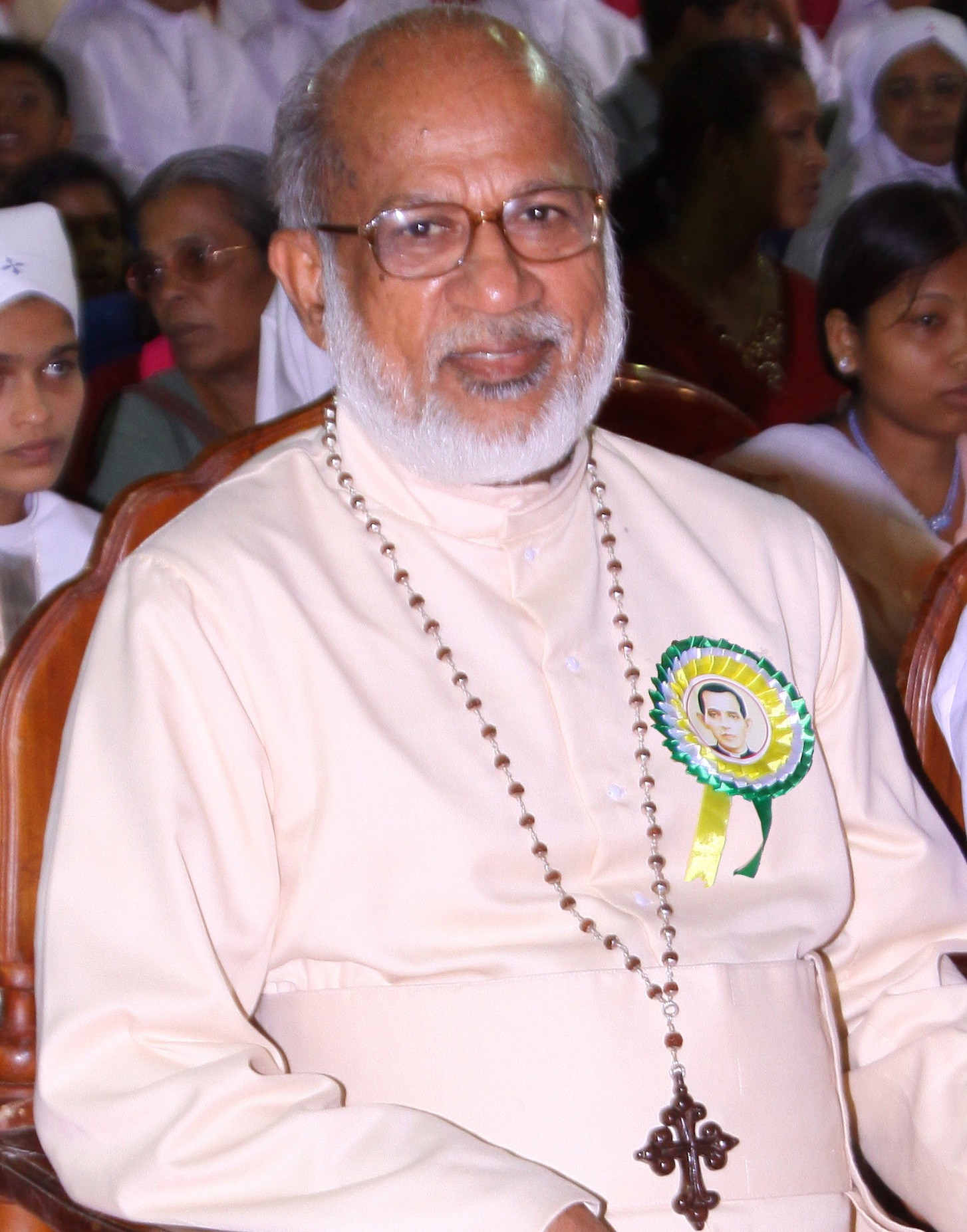
Imagem retratando George Alencherry em agosto de 2011.
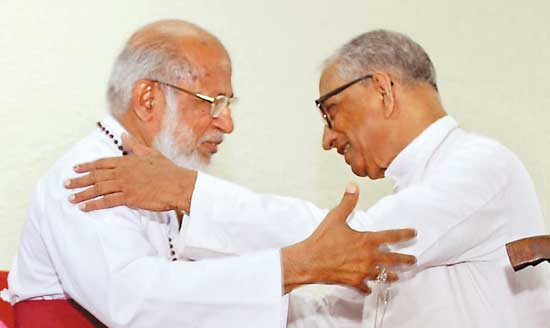
Mar George Alencherry, quando foi o primeiro arcebispo-maior eleito da Igreja Siro-Malabar com Mar Joseph Powathil, ex-presidente da Conferência dos Bispos Católicos da Índia.